# Compsocerus violaceus
Compsocerus violaceus là một loài bọ cánh cứng trong họ Cerambycidae.